# Groß Ellenberg
Groß Ellenberg  ist ein Ortsteil der Gemeinde Suhlendorf in der Samtgemeinde Rosche im niedersächsischen Landkreis Uelzen.

## Geografie und Verkehrsanbindung
Der Ort liegt nordwestlich des Kernortes Suhlendorf und östlich der Kreisstadt Uelzen.
Südwestlich liegt das 12 ha große Naturschutzgebiet Schwarzes Moor bei Gavendorf. Westlich vom Ort hat der Kroetzer Bach, ein linker Nebenfluss des Wellendorfer Grabens, seine Quelle.
Der Ort liegt an der B 71. Der Elbe-Seitenkanal verläuft westlich.